# Masca (Spagna)
Masca è un minuscolo villaggio montano di circa 90 abitanti nella regione nord-occidentale dell'isola di Tenerife, in Spagna. È situato in una gola nel Massiccio del Teno e dal punto di vista amministrativo è parte del Comune di Buenavista del Norte.
Il villaggio si suddivide in quattro frazioni: La Bica, El Turrón, La Piedra e il Lomo de Masca.

## Geografia
Masca si trova all'interno del Parco Rurale del Teno, a diciassette chilometri dal centro urbano di Buenavista del Norte.
A Masca si trovano anfratti profondi e scogliere che terminano nell'Oceano Atlantico, ma questa località si distingue anche per la sua architettura tradizionale, nonostante la maggior parte dei suoi edifici non siano molto antichi. Questo perché in un grande incendio verificatosi sulle montagne nel luglio 2007, il borgo fu consumato dalle fiamme e molti degli edifici che lo formavano furono distrutti, così come la vegetazione circostante. Nonostante ciò, Masca conserva il miglior esempio di architettura rurale di tutte le Isole Canarie.
Nella villaggio si trovano la chiesa parrocchiale di Nuestra Señora de la Concepción, un museo etnografico e un centro naturalistico, oltre a piccoli negozi, bar e ristoranti.

## Escursionismo
Nella frazione inizia un percorso escursionistico che, attraversando un burrone, raggiunge la spiaggia.